# 신준
신준(申浚, 1444년 ~ 1509년)은 조선 중기의 문신이다. 본관은 고령, 호는 나헌(懶軒), 자는 언시(彦施), 시호는 소안(昭安)이다. 영의정 신숙주의 아들이며 좌의정 신용개의 숙부이고 도승지 신면의 동생이다. 그리고 한명회, 윤자운과도 인척 관계에 있으며 폐비 윤씨와도 인척 관계에 있다.

## 생애
영의정 신숙주의 아들로 태어났는데 이시애의 난 때 아버지인 신숙주와 함께 투옥되었으나 혐의가 없음이 밝혀져서 곧 석방되었다. 이후에 성종 때 문과에 급제하고 바로 병조참지에 제수되면서 당상관에 올랐다. 1472년에는 병조참의가 되었고 1477년에는 동부승지에 제수되고 곧 우승지로 승진했다. 이후 곧 좌승지가 되었고 도승지로 승진했다. 이후 1478년에 호조참판에 제수되고 고양군에 봉해졌으며 1480년에는 이조참판으로 옮겼다. 그 뒤에는 1482년에 충청도관찰사로 제수되어 외직에 나갔다가 1483년에는 예조참판으로 임명되어서 내직으로 돌아왔으며 1484년에는 영안도관찰사 겸 영흥부윤에 임명되면서 다시 외직으로 나가게 되었다. 그 뒤 1486년에는 정경의 반열에 오르면서 한성부판윤으로 승진했고 곧 지중추부사로 옮긴다. 그 뒤 이조판서가 되었으며 1487년에는 공조판서로 옮겼다. 이후에는 공조판서에서 물러났다가 1492년에 다시 우참찬으로 복귀한다. 이후 평안도관찰사에 제수되어서 외직에 나갔다가 병으로 사직한 뒤 1493년에 다시 한성부판윤이 되었고 곧 다시 공조판서가 되었다. 연산군 즉위 후에도 공조판서에 유임되었다가 이후 1498년에 형조판서를 거쳐서 사헌부대사헌에 임명된다. 무오사화 이후 한성부판윤에 다시 제수되었고 곧 우참찬에 임명되었다. 이후 1501년에는 좌참찬으로 승진을 했고 1503년에는 다시 우참찬으로 전임되었다. 1504년에는 다시 좌참찬에 제수되었고 갑자사화 이후 충훈부당상에 제수되었으며 중종반정 이후에도 계속 등용되어서 좌찬성까지 승진하고 영중추부사로 퇴직하고 고양부원군에 봉해지면서 1509년에 생을 마감한다.

## 가족 관계
영의정을 지낸 신숙주가 아버지이며, 도승지를 지낸 신면은 형이다. 그리고 좌의정을 지낸 신용개의 숙부이기도 하며 한명회와 윤자운과도 인척 관계에 있고 폐비 윤씨와도 인척 관계에 있다.